# رأی‌پرسی
رأی‌پرسی یا نظرسنجی خروج (exit poll)، نوعی نظرسنجی از رأی‌دهندگانی است که تازه از حوزه‌های رأی‌گیری بیرون آمده‌اند. در نظرسنجی‌های معمولی از مردم در مورد نامزد مورد نظرشان پرسیده می‌شود اما در برخه‌پرسی‌ها از مردم پرسیده می‌شود که واقعاً به چه کسی رأی داده‌اند. به نظرسنجی مشابهی که پیش از ورود مردم به حوزهٔ رأی‌گیری انجام می‌شود entrance poll (نظرسنجی ورودی) گفته می‌شود. نظرسنج‌ها معمولاً وابسته به شرکت‌های خصوصی هستند که برای روزنامه‌ها یا شبکه‌های خبری کار می‌کنند. آنها این کار را به منظور مخابرهٔ سریع‌تر نتایج انتخابات انجام می‌دهند زیرا نتایج نهایی معمولاً ساعت‌ها یا حتی روزها پس از برگزاری انتخابات منتشر می‌شوند.